# Arturo O’Farrill

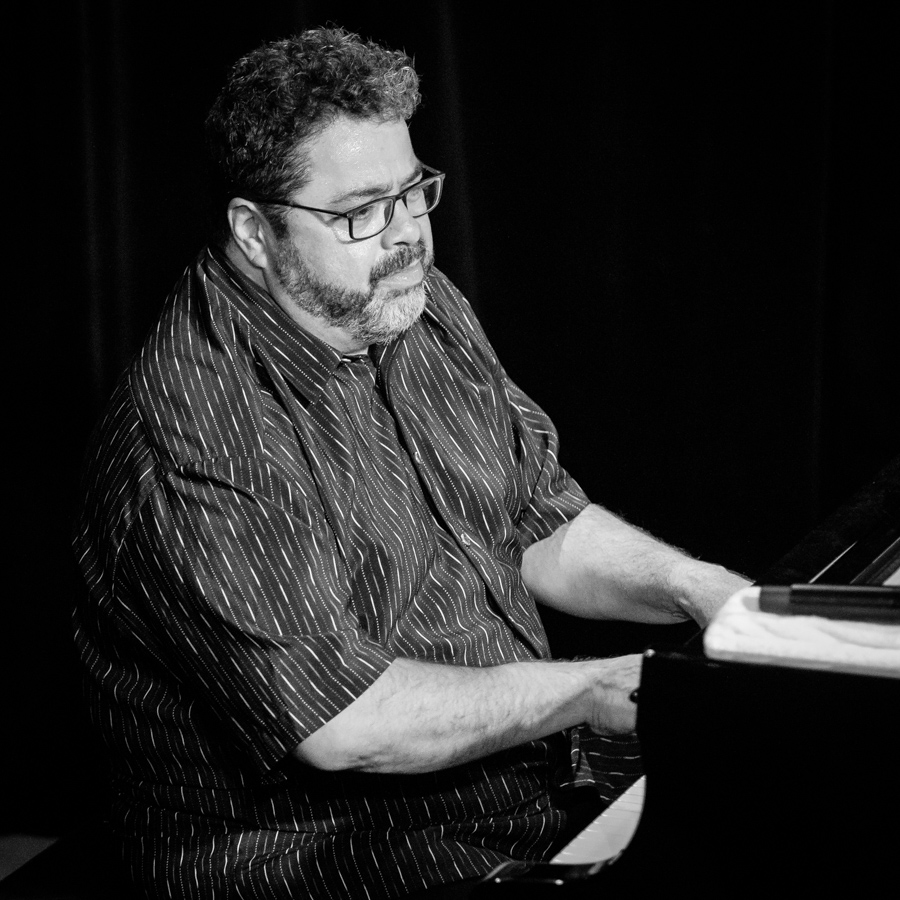
Arturo O’Farrill (2018)

Arturo O’Farrill (* 22. Juni 1960 in Mexiko-Stadt) ist ein US-amerikanischer Jazzpianist, der vor allem als Leiter des Afro-Latin Jazz Orchestra bekannt geworden ist. Bis 2021 wurde er mit fünf Grammy Awards ausgezeichnet.

## Leben und Wirken
O’Farrill, Sohn des kubanischen Komponisten Chico O’Farrill und der in den USA geborenen und in Mexiko aufgewachsenen Sängerin Guadalupe “Lupita” Valero O’Farrill, kam mit fünf Jahren nach New York, wo er weiter aufwuchs. Dort wurde er an der Manhattan School of Music und dem Brooklyn College Conservatory ausgebildet. Er spielte zunächst in der Jazzband der New Yorker High School of Music and Art (neben Marcus Miller und Omar Hakim). Von 1979 bis 1983 war er Mitglied der Carla Bley Band, mit der er auch auf dem Montreux Jazz Festival auftrat. Danach spielte er mit Wynton Marsalis, Dizzy Gillespie, Steve Turré, Noel Pointer, Lester Bowie sowie Jerry Gonzalez & the Fort Apache Band. 1987 wurde er der musikalische Leiter der Band von Harry Belafonte. Neben seiner eigenen Combo übernahm er 1995 zusätzlich die Afro-Cuban Jazz Big Band seines Vaters.
2002 schuf O’Farrill auf Anregung von Wynton Marsalis im Lincoln Center das Afro-Latin Jazz Orchestra, dessen Leitung er übernahm. Das Debütalbum dieser Formation, Noche Involvidable, wurde 2006 für einen Grammy nominiert. Mit dem zweiten Album des Ensembles, dem seinem Vater gewidmeten Song for Chico, erhielt er 2009 den Grammy Award for Best Latin Jazz Album. 2011 veröffentlichte O’Farrill mit dem Afro-Latin Jazz Orchestra das Album 40 Acres and a Burro, das für den Grammy Award for Best Large Jazz Ensemble Album 2012 nominiert wurde. Mit dem Album The Offense of the Drum gewann er mit dem Orchestra bei den Grammy Awards 2015 zum zweiten Mal in der Kategorie Bestes Latin-Jazz-Album. Die dritte Auszeichnung erhielt er 2017 für seine Komposition The Afro Latin Jazz Suite; ein Grammy Award 2018 folgte für seine Komposition Three Revolutions zusammen mit Chucho Valdés. Als bestes Latin-Jazz-Album wurde 2021 Four Questions ausgezeichnet.
Als Hochschullehrer wirkte er an der University of Massachusetts Amherst und SUNY Purchase. Seine Söhne Adam (Trompete) und Zachary (Schlagzeug), die ebenfalls Musiker sind, sind auf seinem Album Risa Negra (2009) zu hören.

## Diskographische Hinweise
Arturo O’Farrill & Afro-Latin Jazz Orchestra
- Una Noche Inolvidable (2005)
- Song for Chico (2008)
- 40 Acres and a Burro (2011)
- The Offense of the Drum (2014)
- Cuba: The Conversation Continues (2015)
- Arturo O’Farrill & the Afro Latin Jazz Orchestra: Four Questions (Zoho. 2020)

andere
- Blood Lines (1999, mit Papo Vázquez, Jerry Gonzalez, Andy Gonzalez, George Mraz,  Horacio „El Negro“ Hernández)
- A Night in Tunisia (2000, mit George Mraz, Steve Berrios)
- The Noguchi Sessions (2007, solo)
- David Bixler & Arturo O’Farrill The Auction Project (2010)
- Arturo O’Farrill, Chucho Valdés: Familia: Tribute to Bebo + Chico (Motema, 2017).
- Steven Bernstein’s Millennial Territory Orchestra Featuring Catherine Russell: Good Time Music (Community Music, Vol. 2) (2022)
- Legacies (Blue Note, 2023)

## Lexikalische Einträge
- Leonard Feather, Ira Gitler: The Biographical Encyclopedia of Jazz. Oxford University Press, New York 1999, ISBN 0-19-532000-X (englisch).